# Iain Glen
Iain Alan Sutherland Glen (Edimburgo, 24 giugno 1961) è un attore scozzese.
È noto principalmente per aver interpretato Jorah Mormont nella serie tv Il Trono di Spade, Manfred Powell nel film Lara Croft: Tomb Raider (2001) e il dr. Alexander Isaacs nella serie di film Resident Evil.

## Biografia
Nato ad Edimburgo, in Scozia, ha studiato alla Royal Academy of Dramatic Art, dove ha vinto la Medaglia d'Oro Bancroft.
Dal 1993 al 2004 è stato sposato con l'attrice Susannah Harker, dalla quale nel 1994 ha avuto un figlio, Finlay. Nel 2005 inizia una relazione con l'attrice Charlotte Emmerson e da lei ha avuto due figlie: Mary (2007) e Juliet (2012). I due si sono poi sposati nel 2017..

### Carriera
Dopo aver recitato in teatro, la sua prima vocazione, interpretando soprattutto Shakespeare, passa alla televisione e successivamente al cinema. Il successo arriva nel 1990 per il suo ruolo in Un giorno nella vita di David Hayman, per cui ottiene il premio Orso d'argento per il miglior attore al Festival di Berlino, e in Le montagne della luna.
Torna successivamente a teatro, nell'adattamento di Martin Guerre e in The Blue Room con Nicole Kidman, per i quali viene candidato al Laurence Olivier Award al miglior attore in un musical nel 1997 e il Laurence Olivier Award al miglior attore nel 1999.
Nel 2001 interpreta il ruolo del fanatico criminale Manfred Powell nel film Lara Croft: Tomb Raider a fianco di Angelina Jolie. Interpreta il diabolico Dr. Alexander Isaacs in tre film della serie cinematografica Resident Evil: Apocalypse (2004), Extinction (2007) e in The Final Chapter (2017) a fianco di Milla Jovovich.
Dal 2011 al 2019 ha interpretato ser Jorah Mormont nella serie televisiva Il Trono di Spade del canale televisivo HBO, basata sulla saga di romanzi fantasy Cronache del ghiaccio e del fuoco, scritta da George R. R. Martin.
Nel 2013 ottiene il ruolo del villain Ralph D'Amico, nel film Kick-Ass 2, diretto da Jeff Wadlow.
Dal 2019 al 2021 ha interpretato Bruce Wayne, alter ego del supereroe Batman, nella serie televisiva del DC Universe Titans.

## Filmografia

### Cinema
- Paris by Night, regia di David Hare (1988)
- Gorilla nella nebbia (Gorillas in the Mist), regia di Michael Apted (1988)
- Le montagne della luna (Mountains of the Moon), regia di Bob Rafelson (1990)
- La casa del destino (Fools of Fortune), regia di Pat O'Connor (1990)
- Rosencrantz e Guildenstern sono morti (Rosencrantz & Guildenstern Are Dead), regia di Tom Stoppard (1990)
- Un giorno nella vita (Silent Scream), regia di David Hayman (1990)
- 30 Door Key, regia di Jerzy Skolimowski (1991)
- Young Americans (The Young Americans), regia di Danny Cannon (1993)
- Mararia, regia di Antonio Betancor (1998)
- Paranoid, regia di John Duigan (2000)
- Beautiful Creatures, regia di Bill Eagles (2000)
- Lara Croft: Tomb Raider, regia di Simon West (2001)
- Gabriel and Me, regia di Udayan Prasad (2001)
- Prendimi l'anima (The Soul Keeper), regia di Roberto Faenza (2002)
- Darkness, regia di Jaume Balagueró (2002)
- Angeli ribelli (Song for a Raggy Boy), regia di Aisling Walsh (2003)
- Spy Sorge, regia di Masahiro Shinoda (2003)
- Resident Evil: Apocalypse, regia di Alexander Witt (2004)
- Man to Man, regia di Régis Wargnier (2005)
- Le crociate - Kingdom of Heaven (Kingdom of Heaven), regia di Ridley Scott (2005)
- Ritorno a Tara Road (Tara Road), regia di Gillies MacKinnon (2005)
- Vagabond Shoes – cortometraggio (2005)
- Small Engine Repair, regia di Niall Heery (2006)
- L'ultima legione (The Last Legion), regia di Doug Lefler (2007)
- Mrs Ratcliffe's Revolution, regia di Bille Eltringham (2007)
- Resident Evil: Extinction, regia di Russell Mulcahy (2007)
- Slapper – cortometraggio (2008)
- La papessa (Pope Joan), regia di Sönke Wortmann (2009)
- Il caso dell'infedele Klara (The Case of Unfaithful Klara), regia di Roberto Faenza (2009)
- Harry Brown, regia di Daniel Barber (2009)
- The Iron Lady, regia di Phyllida Lloyd (2011)
- Kick-Ass 2, regia di Jeff Wadlow (2013)
- Il diritto di uccidere (Eye in the Sky), regia di Gavin Hood (2015)
- The Bad Education Movie, regia di Elliot Hegarty (2015)
- Resident Evil: The Final Chapter, regia di Paul W. S. Anderson (2016)
- Rachel (My Cousin Rachel), regia di Roger Michell (2017)
- Black Beauty - Autobiografia di un cavallo (Black Beauty), regia di Ashley Avis (2020)
- Tides, regia di Tim Fehlbaum (2021)

### Televisione
- Taggart – serie TV, episodio 2x01 (1986)
- The Fear – serie TV, 5 episodi (1988)
- Screen Two – serie TV, episodi 2x10-3x03-5x07 (1986-1989)
- Adam Bede, regia di Giles Foster – film TV (1992)
- Frankie's House, regia di Peter Fisk – film TV (1992)
- Screen One – serie TV, episodi 3x09-4x04 (1992)
- Missus, regia di Alberto Negrin – film TV (1993)
- Death of a Salesman, regia di David Thacker – film TV (1996)
- Painted Lady, regia di Julian Jarrold – film TV (1997)
- Trial & Retribution – serie TV, episodi 2x01-2x02 (1998)
- Wives and Daughters – miniserie TV, 4 puntate (1999)
- The Wyvern Mystery, regia di Alex Pillai – film TV (2000)
- Glasgow Kiss – serie TV, 6 episodi (2000)
- Anchor Me, regia di Patrick Lau – film TV (2000)
- Impact, regia di John Strickland – film TV (2002)
- Carla, regia di Diarmuid Lawrence – film TV (2003)
- Kidnapped, regia di Brendan Maher – film TV (2005)
- The Relief of Belsen, regia di Justin Hardy – film TV (2007)
- Robin Pilcher: Ricominciare a vivere (Starting Over), regia di Giles Foster – film TV (2007)
- Il diario di Anna Frank (The Diary of Anne Frank) – miniserie TV, 5 puntate (2009)
- Law & Order: UK – serie TV, episodi 1x04 (2009)
- Into the Storm - La guerra di Churchill (Into the Storm), regia di Thaddeus O'Sullivan – film TV (2009)
- Eadar-Chluich – serie TV, episodio 1x05 (2009)
- Masterpiece Theatre – serie TV, episodio 117 (2010)
- Jack Taylor – serie TV, 9 episodi (2010-2016)
- Spooks – serie TV, 8 episodi (2010)
- Doctor Who – serie TV, 2 episodi (2010)
- Downton Abbey – serie TV, 6 episodi (2011)
- Il Trono di Spade (Game of Thrones) – serie TV, 52 episodi (2011-2019)
- I Borgia (Borgia) – serie TV, 2 episodi (2012)
- Ripper Street – serie TV, 1 episodio (2013)
- Poirot (Agatha Christie's Poirot) – serie TV, episodio 13x01 (2013)
- Breathless – serie TV, 6 episodi (2013)
- La tenda rossa (The Red Tent) – miniserie TV, 2 episodi (2014)
- Cleverman – serie TV, 12 episodi (2016-2017)
- Titans – serie TV, 11 episodi (2019-2021)
- Detective Reyka (Reyka) – miniserie TV, 8 puntate (2021)
- The Rig – serie TV, 6 episodi (2023)
- Silo – serie TV, 2 episodi (2023)

### Doppiatore
- Castlevania: Nocturne - serie animata, 2 episodi (2023)

## Teatro
- The Crucible (2006)
- Enrico V (1995) (Evening Standard - Nomination come "Miglior Attore")
- Hedda Gabler (2005)
- Il gabbiano
- Un tram che si chiama Desiderio (2002)
- The Blue Room (1998) (Nomination al premio Olivier come "Miglior Attore", Broadway Drama League Award - "Miglior Attore")
- Martin Guerre (1996–1997) (Nomination al premio Olivier come "Migliore Attore in un Musical")
- Here
- Macbeth (1993) (Premio Mayfest come "Miglior Attore")
- Re Lear
- Coriolano
- She Stoops to Conquer
- Amleto (Bristol Old Vic, 1991) (Premio Ian Charleson)
- Hapgood
- The Man Who Had All the Luck (Bristol Old Vic, 1990)
- Road
- Edward II
- The Recruiting Officer
- Scenes of a Marriage (2008)
- Wallenstein (2009, Minerva Theatre, Chichester) - protagonista
- Ghosts (debutto da regista)

## Riconoscimenti
- Festival internazionale del cinema di Berlino
  - 1990 – Orso d'argento per il miglior attore per Un giorno nella vita
- Screen Actors Guild Awards
  - 2012 – Candidatura per il miglior cast in una serie drammatica per Il Trono di Spade
  - 2013 – Miglior cast in una serie drammatica per Downton Abbey
  - 2014 – Candidatura per il miglior cast in una serie drammatica per Il Trono di Spade
  - 2015 – Candidatura per il miglior cast in una serie drammatica per Il Trono di Spade
  - 2016 – Candidatura per il miglior cast in una serie drammatica per Il Trono di Spade
  - 2018 – Candidatura per il miglior cast in una serie drammatica per Il Trono di Spade
- Evening Standard British Film Awards
  - 1990 – Miglior attore per Le montagne della luna, La casa del destino e Un giorno nella vita
- Taormina Film Fest
  - 2016 – Miglior attore per Il Trono di Spade

## Doppiatori italiani
Nelle versioni in italiano delle opere in cui ha recitato, Iain Glen è stato doppiato da:
- Roberto Pedicini in Prendimi l'anima, Il caso dell'infedele Klara, La papessa, Resident Evil: The Final Chapter, Rachel
- Angelo Maggi in Il diario di Anna Frank, The Iron Lady, Il Trono di Spade, Poirot, The Rig
- Massimo Lodolo in Angeli ribelli, Into the storm - La guerra di Churchill, Jack Taylor
- Luca Biagini in Kick-Ass 2, Il diritto di uccidere, Detective Reyka
- Antonio Sanna in Lara Croft: Tomb Raider, Darkness, L'ultima legione
- Sergio Di Stefano in Resident Evil: Apocalypse, Resident Evil: Extinction
- Francesco Prando in Downton Abbey, Silo
- Massimo Rossi ne Le montagne della luna
- Danilo De Girolamo in Rosencrantz e Guildenstern sono morti
- Fabrizio Pucci in Doctor Who
- Angelo Nicotra in I Borgia
- Massimo Corvo in Le crociate - Kingdom of Heaven
- Pino Insegno in Titans

Da doppiatore è sostituito da:
- Riccardo Rovatti in Castlevania: Nocturne